# XQD卡
XQD是一種採用快閃記憶體的記憶卡格式，使用PCI Express作為資料傳輸的界面。

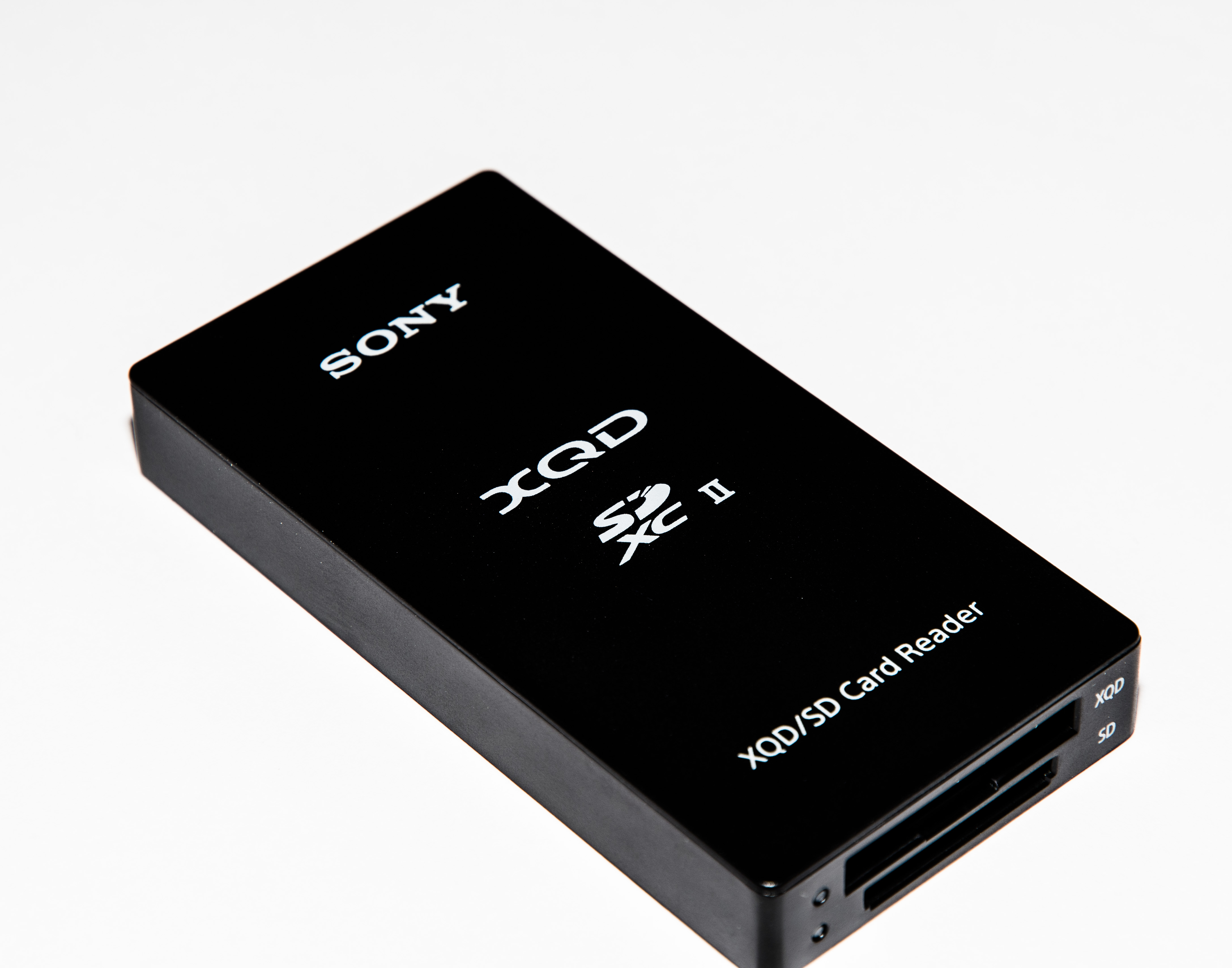
索尼XQD卡读卡器

此格式最初由SanDisk、Sony和Nikon在2010年11月發表，並立刻被CompactFlash協會提取作為發展目標，最終的規範在2011年12月發佈。
新的格式是針對高解析度的攝影機與數位相機開發，提供了500MB/s的讀取速度與125MB/s的寫入速度，儲存容量可超過2TB。
雖然被CompactFlash協會做為發展目標，但該卡無法向下相容CompactFlash。該卡的長寬略小於CompactFlash、大於現今常用的SD卡。
第一個發佈該產品的是Sony，宣布其產品速度可達1Gbps。
第一台支持XQD格式的相機是尼康D4。

## 外部連結
- CompactFlash Association* （页面存档备份，存于）